# Time Team

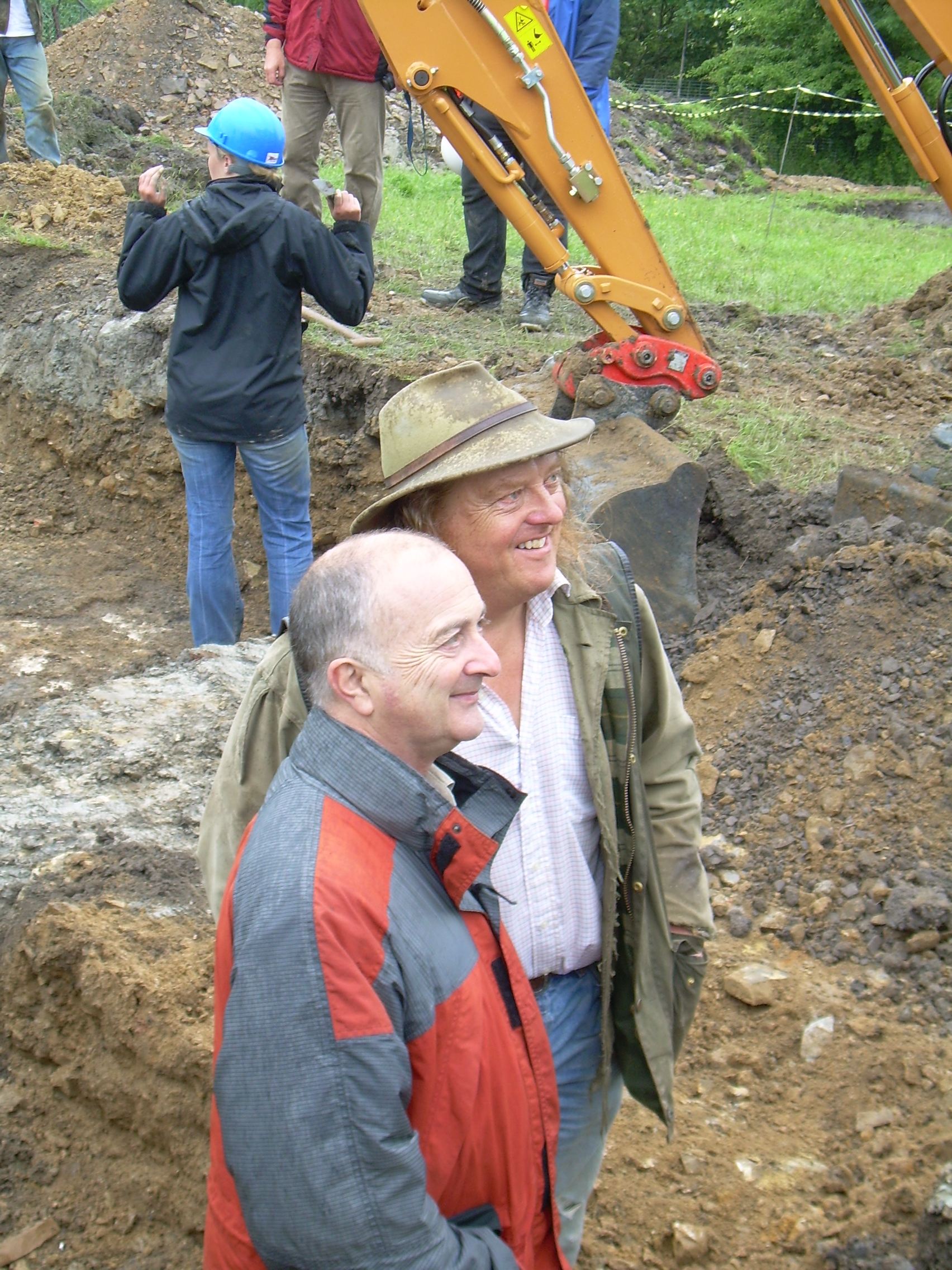
Presentator Tony Robinson (voor) en archeoloog Phil Harding tijdens een opgraving

Time Team was een Brits televisieprogramma, waarin in elke aflevering één plaats wordt onderzocht op mogelijke archeologische vondsten. Er zijn in totaal 280 afleveringen gemaakt (inclusief de proefaflevering, nr. 0). Daarnaast zijn er nog drie ongenummerde afleveringen gemaakt, die meer de vorm hebben van een documentaire.
Het programma werd van 1994 tot 2014 uitgezonden op de Engelse televisiezender Channel 4. Het wordt herhaald op More4. De presentator van Time Team is Tony Robinson, bekend van televisieseries als Blackadder en Maid Marian and her Merry Men. Het programma is ook een aantal jaren in Nederland op Discovery Channel uitgezonden.

## Opzet
Een team van archeologen, meestal onder leiding van Mick Aston of Francis Pryor en veldarcheoloog Phil Harding, gaat op pad ergens in Groot-Brittannië. Op een plaats waar mogelijk archeologische vondsten kunnen worden gedaan, wordt er onderzoek verricht, vaak in samenwerking met een lokale archeologische vereniging. In drie dagen wordt zo veel mogelijk informatie verzameld over de plaats, en vaak wordt er gegraven. Aan het begin van het programma legt Tony Robinson uit waarom ze nu juist die plaats onderzoeken en welke dingen ze hopen te weten te komen. Aan het einde van elke aflevering wordt helder antwoord gegeven op de vragen waar men een antwoord op heeft gevonden.
Diverse deelgebieden van archeologie en aanverwante en hulpwetenschappen komen aan bod. Zo worden interessante plaatsen om te graven, zowel als informatie over de plaatsen waar niet gegraven is, meestal gevonden door middel van geofysica (afwijkingen in het aardmagnetisme of verschillen in weerstand van de grond), maar ook door onderzoek van het landschap of het bestuderen van materiaal in archieven. Ook bevatten de meeste uitzendingen een stuk aan het onderzoeksonderwerp verwante experimentele archeologie.
Af en toe doet het Time Team onderzoek buiten de grenzen van Groot-Brittannië. Onder andere Nederland, de Verenigde Staten en het Caribische gebied zijn al bezocht. Een van de Nederlandse afleveringen ging over de Leidsche Rijn, "the Roman boat on the Rhine", uitgezonden 19 feb 2006 door Channel 4.
Elk jaar werden er ook een paar Time Team Specials gemaakt, wat meer een documentaire is dan een reguliere Time Team opgraving. Hoewel de reguliere uitzendingen van Time Team gestopt zijn, is het de bedoeling dat een aantal van deze specials gemaakt blijft worden.

## Team
Het team bestond aanvankelijk uit:
- archeoloog Phil Harding
- vroege middeleeuwse landschapsarcheoloog Mick Aston
- landschapsonderzoeker Stewart Ainsworth
- archeologische geograaf John Gater
- geoloog Henry Chapman
- tekenaar Victor Ambrus
- archeologische geograaf Mick Worthington

Een groot deel van de originele Time Team crew uit 1994 heeft het programma na verloop van tijd verlaten. Historicus Robin Bush verliet het programma na 9 seizoenen, Carenza Lewis verliet het team in 2005. Zij werd vervangen door Angel-Saksen-specialist Helen Geake.
Andere specialisten kwamen nog regelmatig langs in het programma, afhankelijk van welk soort onderzoek er plaatsvond. Guy de la Bédoyère werd gevraagd voor archeologische opgravingen uit de Romeinse Tijd. Margaret Cox werkte mee bij forensische archeologie. David S. Neal was gespecialiseerd in Romeinse mozaïeken. Nieuwere teamleden waren archeoloog Neil Holbrook en historicus Saw Newton.
Overige leden van het Time Team waren:
- Katie Hirst
- Jenni Butterworth
- Brigid Gallagher
- Matt Williams
- Raksha Dave
- Alice Roberts